# Villa Cantagalli
Villa Cantagalli è un complesso situato a Scandicci vicino al Ponte dell'Asse in via delle Bagnese, ovvero lungo la strada per Giogoli che attraversa la Greve, in un luogo denominato “alle Pietre Buone”.

## Storia

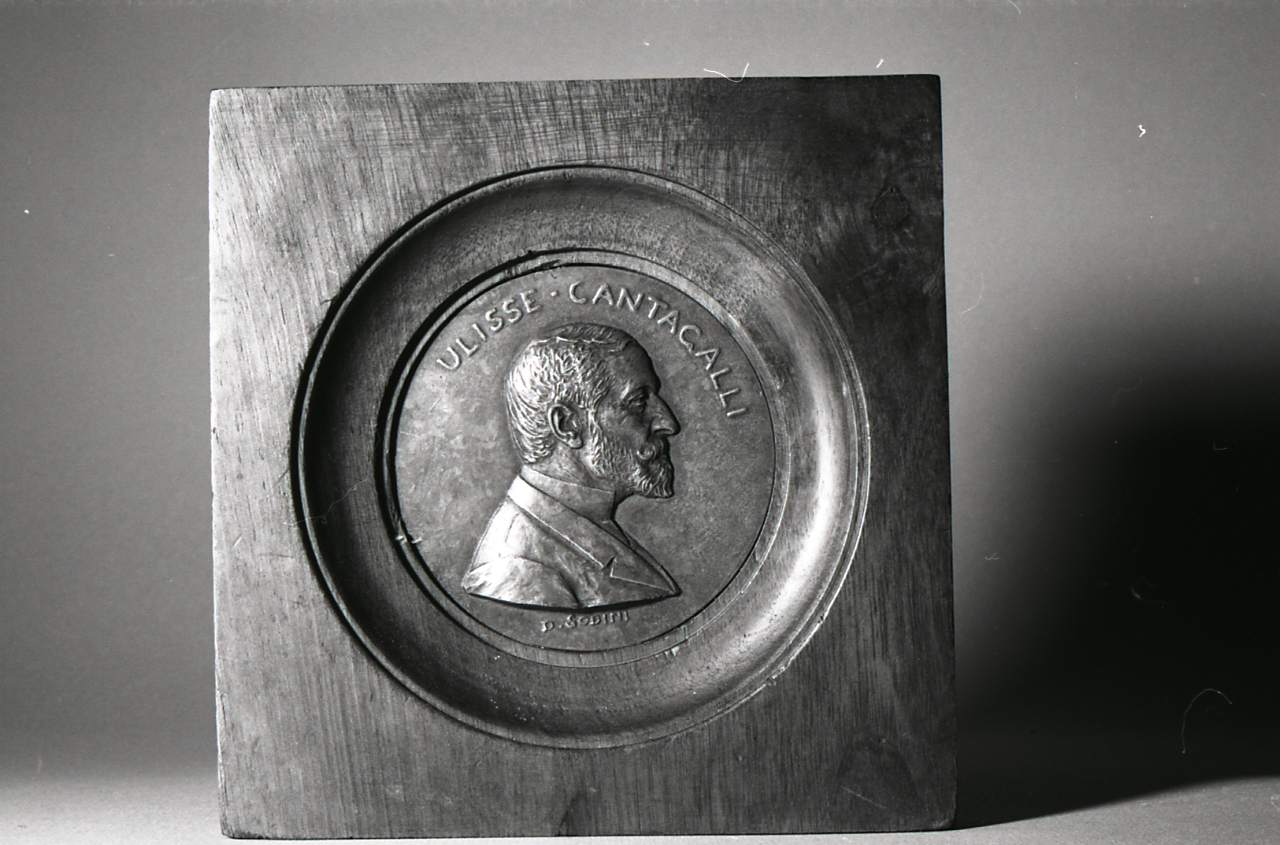
Ritratto di Ulisse Cantagalli in una foto di Paolo Monti del 1981. Fondo Paolo Monti, BEIC

Risale al 1451 un mulino di proprietà dei canonici regolari di San Donato a Scopeto, insieme al quale vi era una fornace di mattoni appartenente alla famiglia Cantagalli. In seguito i beni passarono ai padri della missione di San Jacopo Soprarno, fino a quando nel 1703 Clemente XI ordinò la chiusura del convento.
È del 1796 la pianta del complesso realizzata dall'ingegner Niccolò Montomoli che mostra come il podere delle Pietre Buone, con le case, il mulino e le fornaci del Ponte all'Asse, fosse tenuto a livello dai Cantagalli, famosa famiglia di ceramisti fiorentini che a partire dall'Ottocento vide crescere la propria fortuna grazie a Ulisse Cantagalli.

## Composizione del podere delle Pietre Buone
- Il Mulino

Il mulino rappresenta il nucleo originario del complesso e risulta inattivo in seguito ai danni subiti dall'alluvione del 1921. Proseguendo oltre il mulino e l'abitazione annessa troviamo la villa vera e propria. Sopra all'arco ribassato di accesso all'edificio si trova lo stemma della famiglia Cantagalli, due galli che si fronteggiano con una spiga di grano in mezzo, in ceramica dipinta e smaltata. Il piano superiore della villa è caratterizzato da una calotta di copertura in rame sormontata da anfore di coccio di gusto ottocentesco, dovuta a Luigi Vincenzo Cantagalli. Nella parte destra del piano si trova una lunga galleria-corridoio con belle decorazioni di gusto settecentesco risalenti ai lavori che la famiglia Cantagalli fece in quel periodo per adattare l'edificio al gusto dell'epoca. Sono opera di Giuseppe Del Chiappa alcune decorazioni in stile liberty presenti nella villa.
- La Cappella

La cappella è collegata alla villa dal lato destro. Risalente al Settecento, dipende ora dalla parrocchia di San Quirico a Marignolle ed officiata ad essa. La  cappella è a pianta rettangolare coperta con volta a botte ribassata che presenta numerose lesioni.
Tutti gli edifici descritti si trovano a destra della strada per Giogoli, mentre a sinistra sono dislocate le fornaci e altri fabbricati di servizio costruiti in funzione di queste.